# Pacome Assi
Pacome Assi (* 25. Februar 1981) ist ein französischer Kickboxer mit Abstammung von der Elfenbeinküste. Er wurde im Jahr 2008 Französischer Meister im Kickboxen und 2007 Europameister.

## Sportliche Erfolge
- 2015 Venum Victory World Series -95 kg Elimination Tournament Runner-up
- 2015 K-1 Event Grand Prix 2015 Tournament Runner-up -96 kg
- 2013 Sieger der K1 Troyes Trophy Heavyweight Finale[1]
- 2011 Profi Tournament Champion
- 2009 Sieg im K1 World Grand Prix in Lodz, Polen
- 2008 Französischer Meister im Kickboxen
- 2007 Europameister im Kickboxen.

## Verbände
Pacome Assi startete bereits in allen großen Kickboxverbänden. In den Jahren 2008 bis 2009 im Verband ISKA. Im Jahr 2011 im Profi Karate Tournament. Im Jahr 2009 in der WAKO und im Jahr 2012 in der WKA.

## WKA-WM-Kämpfe
In seinem WKA-WM-Kampf am 18. Mai 2012 im Münchener Olympia Eisstadion gegen WKA-Weltmeister Florian Pavic wurde der Kampf nach fünf Runden unentschieden gewertet,(49:49-49:49-49:50). Im Rückkampf am 28. September 2012 im Circus Krone in München bei Steko’s Fight Night  unterlag er Pavic klar nach Punkten.